# Falilat Ogunkoya
Falilat Ogunkoya (5 dicembre 1968) è un'ex velocista nigeriana.

## Palmarès
- Giochi olimpici

Atlanta 1996: argento nella staffetta 4x400 metri, bronzo nei 400 metri.
- Campionati africani

Annaba 1988: oro nei 200 metri, argento nei 100 metri.
Lagos 1989: oro nei 400 metri, argento nei 200 metri.
Dakar 1998: oro nei 200 metri, oro nei 400 metri.
- Mondiali juniores

Atene 1986: oro nei 200 metri, bronzo nella staffetta 4x100 metri.
- Giochi panafricani

Nairobi 1987: argento nei 100 metri, argento nei 200 metri.
Harare 1995: argento nei 400 metri.
Johannesburg 1999: oro nei 400 metri.